# Marinus Barletius
Marinus Barletius (eller Marin Barleti) var katolsk munk og stammede fra Albanien. Han skrev en omfattende biografi over Skanderbeg, som bl.a. Ludvig Holberg benyttede i sin fortælling om ham fra 1739.
Barletius' biografi over Skanderbeg er beskrevet af Minna Skafte Jensen.